# Хадаан-тайши
Хадаан-тайши, Кадан-тайши (? — ок. 1165) — монгольский нойон из рода кият-борджигин, живший в первой половине — середине XII века.
Был одним из трёх (согласно другим источникам — десяти) сыновей хана Амбагая, возглавлявшего в середине XII века крупное родовое объединение, иногда принимаемое за протогосударство Хамаг монгол улус. Около 1156 года, отправившись сватать дочь татарам, Амбагай был предательски ими схвачен и замучен по приказу императора Цзинь Ваньянь Дигуная. Перед казнью Амбагай отправил в Монголию гонца, требуя родственников отомстить за свою смерть; своими наследниками хан объявил Хадаана-тайши и его троюродного брата Хутулу. Хутула и был избран новым ханом на созванном курултае; Хадаану-тайши, в свою очередь, поручили возглавить поход мести против татар. Тринадцать раз Хадаан-тайши бился с татарскими вождями Котон-Барахой и Чжали-Бухой, однако так и не сумел добиться решающего преимущества над противником.
Воевал Хадаан-тайши и с племенем меркитов: как сообщает персидская летопись XIV века «Джами ат-таварих», в одном из таких сражений Хадаан-тайши потерял глаз, но смог захватить в плен и убить меркитского вождя Тудур-билгэ-чигина, а три года спустя — разгромить и обратить в бегство войска его сына Тохтоа-беки, желавшего отомстить за смерть отца. За свои военные подвиги Хадаан-тайши получил прозвание «багатур», то есть «герой».
В то же время чжурчжэни, желая навсегда покончить с вождями кочевников, около 1161 года снарядили против них огромное войско, в битве с которым монголы потерпели поражение, а их протогосударство перестало существовать; вскоре умер Хутула-хан. Зажатые с юго-востока татарами, а с северо-запада — меркитами, монголы были вынуждены искать союзников; тогда Хадаан-тайши обратился за помощью к кереитскому вождю, носившему титул гурхана (по другой версии, «гурхан» было именем этого человека). Точно неизвестно, был ли заключён договор, однако перед отъездом монголов слуги гурхана угостили Хадаана-тайши молочной водкой, и вскоре тот, по-видимому, отравленный, скончался.